# Brezno (gmina Laško)
Brezno – wieś w Słowenii, w gminie Laško. W 2018 roku liczyła 94 mieszkańców.